# Adrien Jolivet
Adrien Jolivet (Suresnes, 20 dicembre 1981) è un attore e cantante francese.

## Biografia
Adrien è figlio del regista Pierre Jolivet, nipote del comico Marc Jolivet e nipote dell'attrice Arlette Thomas.
Nel 2002 ha debuttato sul grande schermo nel film Le frère du guerrier, diretto dal padre.
Nel 2004 ha ottenuto il suo primo ruolo importante in La première fois que j'ai eu 20 ans, diretto da Lorraine Lévy.
L'anno seguente ha recitato nel film Zim and Co. diretto dal padre. Per il ruolo, Adrien ottiene una candidatura al Premio César per la migliore promessa maschile.

## Filmografia

### Attore
- Le frère du guerrier, regia di Pierre Jolivet (2002)
- Fragile, regia di Jean-Louis Milesi - film TV (2003)
- Trop plein d'amour, regia di Steve Suissa - film TV (2003)
- Le cas d'O, regia di Olivier Ciappa - cortometraggio (2003)
- Courts mais GAY: Tome 6, regia di Jean-Luc Baraton, Olivier Ciappa, Robert Farrar, Luc Feit, Patrick Maurin, Alexander Pfeuffer, Eric Rognard, Marcus Sauermann e Pascal-Alex Vincent  (2003)
- La mirador, regia di Lidia Terki (2004)
- La première fois que j'ai eu 20 ans, regia di Lorraine Lévy (2004)
- Famille d'accueil - serie TV, episodio 1x10 (2005)
- Zim and Co., regia di Pierre Jolivet (2005)
- Bébé requin, regia di Pascal-Alex Vincent - cortometraggio (2005)
- Voleurs de chevaux, regia di Micha Wald (2007)
- Après lui, regia di Gaël Morel (2007)
- Le mal sacré, regia di Grégory Boutboul - cortometraggio (2007)
- Reverence, regia di Olivier Vidal - cortometraggio (2008)
- La très très grande entreprise, regia di Pierre Jolivet (2008)
- L'armée du crime, regia di Robert Guédiguian  (2009)
- Je vais te manquer, regia di Amanda Sthers  (2009)
- Noir océan, regia di Marion Hänsel (2010)
- Le nevi del Kilimangiaro (Les neiges du Kilimandjaro), regia di Robert Guédiguian (2011)
- I Borgia (Borgia) - serie TV, episodio 1x09 (2011)
- Quand la guerre sera loin, regia di Olivier Schatzky - film TV (2011)
- Mani armate (Mains armées), regia di Pierre Jolivet (2012)
- La tendresse, regia di Marion Hänsel (2013)
- Au fil d'Ariane, regia di Robert Guédiguian (2014)
- Une histoire de fou, regia di Robert Guédiguian (2015)
- Prêtes à Tout, regia di Thierry Petit - film TV (2017)

### Regista
- Le rouge à levres - cortometraggio (2013)

### Sceneggiatore
- Le rouge à levres - cortometraggio (2013)

### Produttore
- Le rouge à levres - cortometraggio (2013)